# 艾域亞·保歷
艾域亞·保歷（英語：Elvir Bolić，1971年10月10日—），是一名波黑足球运动员，司职前鋒，他是現今波黑國家隊入球最多的球員，共攻入24個入球。
保歷曾短暫擔任國家隊助教。
保歷有點是波斯尼亞和黑塞哥維那的傳奇人物。球迷們和他的隊友也很喜愛他，保歷一直就在球場上展示他出神入化的足球技能和辛勤於跑動而被別人所佩服他。

## 生涯

### 南斯拉夫
他的職業生涯開始於他的家鄉球會施利克，他為球隊效力了2年。他是施利克最成功青訓產品之一，與隊中其他青年球員相繼的出現，後來打了波黑國家隊，其中包括前隊長希碧，沙碧和貝傑。
在那些年裡，施利克經常掙扎在前南斯拉夫低級別聯賽和經常被迫把青年球員派出賽，但它使保歷有機會展示他的技能。從而令他和他的隊友獲得了南斯拉夫U18的召喚。
這更令保歷被國內班霸貝爾格萊德紅星注意，1991年12月貝爾格萊德紅星青年隊正式收購他，當時領隊是沙積斯和迪維基域治，高度評價保歷是人才，培養他接管中場的重要作用。但是，由於南斯拉夫當時政治局勢，1992年6月，20歲的保歷在法國的南斯拉夫國家隊訓練營叛逃出來。後來，他告訴紅星隊的管理層，他也不會回到貝爾格萊德。

### 土耳其
他到了土耳其後，他更成為傳奇人物及在土耳其超級聯賽其中一個最好的外國球員。保歷在土耳其球會度過他的大部分職業生涯，在那裡，他效力了加拉塔薩雷（1992年），加辛塔士邦（1993-95），費倫巴治（1995-2000年），伊斯坦堡士邦（2003-04），馬拉耶士邦及真格拿拜列治（2004-2005年）。
1996年10月30日，他更助費倫巴治在作客奧脫福球場勝曼聯1-0，打破曼聯在歐洲比賽保持的40年主場不敗紀錄。

### 西班牙
他還曾在西班牙效力於華歷簡奴（2000-03）。

### 重返土耳其
2003-2004年，他回到伊斯坦堡士邦，但只效力一個賽季。之後他加盟真格拿拜列治 。

### 克羅地亞
他在2006-07賽季加盟當地球會里耶卡，並在2006年9月離隊。

### 國際賽生涯
保歷在國際賽出現過52次，攻入24個進球，兩個皆是全國紀錄（截至2006年1月）。他第一次出現在1996年對希臘。
保歷在非友誼賽出賽是於2006年9月6日對匈牙利。

## 教練生涯
他是國家隊助教，在2008年5月1日至2008年5月17日協助主教練哥杜路
。

## 連結
- 艾域亞·保歷 – FIFA國際賽競賽紀錄 (存檔)
- 艾域亞·保歷在National-Football-Teams.com的資料
- http://www.tff.org/Default.aspx?pageId=526&kisiId=24523 （页面存档备份，存于）
- https://web.archive.org/web/20071013200848/http://www.lfp.es/historico/primera/plantillas/historial.asp?jug=6918